# 鏡中条村
鏡中条村（かがみなかじょうむら）は山梨県中巨摩郡にあった村。現在の南アルプス市鏡中条・下今井にあたる。

## 地理
- 河川 - 釜無川

## 歴史
- 1889年（明治22年）7月1日 - 町村制の施行により、鏡中条村、下今井村の区域をもって発足。
- 1954年（昭和29年）3月10日 - 三恵村・藤田村と合併して若草村が発足。同日鏡中条村廃止。